# Conejos
Conejos è un centro abitato (area non incorporata) degli Stati Uniti d'America, capoluogo di contea della contea di Conejos dello Stato del Colorado. Nel censimento del 2000 la popolazione era di 1.200 abitanti.

## Geografia fisica
Secondo i rilevamenti dell'United States Census Bureau, Conejos si estende su una superficie di km².